# II53
De II53 was een torpedo van Brits ontwerp die werd geproduceerd in de torpedofabriek in Weymouth. De II53 werd door de Nederlandse marine gebruikt van 1928 tot 1946, voor zowel onderzeeboten als oppervlakteschepen zoals torpedoboten en torpedobootjagers. In totaal schafte de Nederlandse marine zo'n 200 van deze torpedo's aan.

## Technische kenmerken
- Diameter: 53 centimeter
- Massa: 1525 kilogram
- Explosief: 300 kilogram TNT
- Bereik: 4000 meter bij 42 knopen en 10.000 meter bij 28 knopen

## Scheepsklasse die de II53torpedo gebruikte
- Admiralenklasse
- K XI-klasse
- K XIV-klasse
- O 12-klasse